# Márcio Gualberto
Márcio Gualberto dos Santos (Recife, 15 de novembro de 1976) é um inspetor da Polícia Civil do Rio de Janeiro e político brasileiro, filiado ao Partido Liberal (PL). Está no segundo mandato como deputado estadual do Rio de Janeiro. 
Em 2018, foi eleito deputado estadual no Rio de Janeiro com 23.169 votos, concorrendo pelo PSL, com seu gasto de 3.288,98 reais configurando a menor relação entre número de votos e gastos de campanha, com 14 centavos por eleitor.
Em dezembro de 2021, apresentou o projeto de lei 4.919/21, junto ao deputado Filipe Soares (DEM) "que proíbe a discriminação de pessoas que se recusarem a tomar a vacina contra o Coronavírus." Na prática, o projeto colocaria fim ao chamado "passaporte vacinal", ou seja, à exigência da apresentação do comprovante de vacina para ingresso e permanência em locais fechados, exigido no Rio de Janeiro devido à pandemia de COVID-19. O projeto chegou a ser pautado em plenário em 3 de maio de 2022, mas barrado por falta de quórum.
Em 2022, foi reeleito deputado estadual, desta vez pelo Partido Liberal, com 51.856 votos. Em fevereiro de 2024, votou a favor da manutenção do mandato da deputada Lucinha, que havia sido afastada do cargo pelo Tribunal de Justiça do estado, acusada de possuir ligações com milicianos. Gualberto foi membro do Centro Dom Bosco, organização católica leiga frequentemente apontada como tradicionalista.

## Desempenho eleitoral
| Ano  | Eleição                     | Partido | Coligação                        | Candidato a       | Votos  | Resultado  | Ref    |
| ---- | --------------------------- | ------- | -------------------------------- | ----------------- | ------ | ---------- | ------ |
| 2014 | Estadual do Rio de Janeiro  | PSDC    | Unidos Pela Família (PSDC e PMN) | Deputado estadual | 3.113  | Não eleito | [ 11 ] |
| 2016 | Municipal do Rio de Janeiro | PSDC    | Nenhuma                          | Vereador          | 2.023  | Não eleito | [ 12 ] |
| 2018 | Estadual do Rio de Janeiro  | PSL     | Nenhuma                          | Deputado estadual | 23.169 | Eleito     | [ 13 ] |
| 2022 | Estadual do Rio de Janeiro  | PL      | Nenhuma                          | Deputado estadual | 51.856 | Eleito     | [ 14 ] |